# Acoustics by Bloody Faeries
Acoustics by Bloody Faeries — акустический альбом певицы Линды, Стефаноса Корколиса и их совместной группы Bloody Faeries. Дата выхода 19 октября 2012 года, релиз состоялся на сервисе Яндекс.Музыка.

## Об альбоме
Основа альбома Acoustics by Bloody Faeries — это старые песни Линды, исполненные в совершенно другой музыкальной форме. Помимо них в альбом вошли новые композиции.

Всё было записано на одном дыхании, в одной энергетике. Мы не резали по трекам, ничего не выбирали. Всё было сыграно с одного раза, и мы решили оставить каждую песню с той эмоцией, с которой она получилась.
— Линда

## Список композиций
| №   | Название                            | Текст песни        | Музыка                   | Аранжировка | Длительность |
| --- | ----------------------------------- | ------------------ | ------------------------ | ----------- | ------------ |
| 1.  | «Ой да» (Russian version)           | Линда              | Линда, Стефанос Корколис |             | 4:32         |
| 2.  | «Круг от руки»                      | Максим Фадеев      | М. Фадеев                | С. Корколис | 3:11         |
| 3.  | «Боль»                              | Мара Кана          | Мара Кана                | С. Корколис | 4:35         |
| 4.  | «Lieber tango»                      |                    | Астор Пьяццола           | С. Корколис | 3:06         |
| 5.  | «Леска»                             | Евгений Григорьев  | Евгений Поздняков, Линда |             | 5:13         |
| 6.  | «Пять минут»                        | Линда              | Линда                    |             | 3:29         |
| 7.  | «Маргарита»                         | Линда              | Линда, С. Корколис       |             | 2:57         |
| 8.  | «Lady Macbeth»                      | Мария Триандопулос | С. Корколис              |             | 3:36         |
| 9.  | «Ворона»                            | М. Фадеев          | М. Фадеев                | С. Корколис | 4:40         |
| 10. | «Скрябин Prelude (Ne me quite pas)» |                    | Александр Скрябин        | С. Корколис | 2:14         |
| 11. | «Марихуана (Mama, mama)»            | М. Фадеев          | М. Фадеев                | С. Корколис | 3:16         |
| 12. | «Я украду»                          | Линда              | Линда                    |             | 3:52         |
| 13. | «Ой да» (Bonus track)               | Линда, Гейл Петру  | Линда, С. Корколис       |             | 4:35         |